# Giovanna Mezzogiorno
Giovanna Mezzogiorno (ur. 9 listopada 1974 w Rzymie) – włoska aktorka filmowa, teatralna i telewizyjna.
Jest córką aktorów Vittoria Mezzogiorno i Cecilli Sacchi. Zasiadała w jury konkursu głównego na 63. MFF w Cannes (2010).

## Wybrana filmografia
- 1997: Podróż panny młodej (Il viaggio della sposa) jako Porzia Colonna
- 1998: Stracona miłość (Del perduto amore) jako Liliana
- 2000: Nędznicy (Les misérables) jako siostra Simplice
- 2001: Ostatni pocałunek (L'ultimo bacio) jako Giulia
- 2001: Nobel jako Eleonora
- 2003: Okna (La finestra di fronte) jako Giovanna
- 2005: Bestia w sercu (La bestia nel cuore) jako Sabina
- 2007: Miłość w czasach zarazy (Love in the Time of Cholera) jako Fermina Urbino
- 2008: Spotkanie w Palermo (Palermo Shooting) jako Flavia
- 2009: Zwycięzca (Vincere) jako Ida Dalser
- 2016: Alex i spółka: Jak dorosnąć pod okiem rodziców (Come diventare grandi nonostante i genitori) jako Mary Riley
- 2017: Neapol spowity tajemnicą (Napoli velata) jako Adriana
- 2020: Wszystko zostaje w rodzinie (Lacci) jako Anna
- 2022: Amanda jako Viola

## Nagrody i nominacje
Została uhonorowana Pucharem Volpiego dla najlepszej aktorki, nagrodą im. Francesco Pasinettiego, nagrodą David di Donatello, nagrodą NSFC, nagrodą indywidualną, a także otrzymała nominację do Europejskiej Nagrody Filmowej i sześciokrotnie do nagrody David di Donatello.